# Yoshikazu Nagai
Yoshikazu Nagai (永井 良和, Nagai Yoshikazu, Saitama, 16 april 1952) is een Japans voormalig voetballer die als aanvaller speelde.

## Clubcarrière
In 1968 ging Nagai naar de Saitama Urawa Minami High School, waar hij in het schoolteam voetbalde. Nadat hij in 1988 afstudeerde, ging Nagai spelen voor Furukawa Electric. Met deze club werd hij in 1976 en 1985/86 kampioen van Japan. Nagai veroverde er in 1976 de Beker van de keizer in 1977, 1982 en 1986 de JSL Cup. In 17 jaar speelde hij er 272 competitiewedstrijden en scoorde 63 goals. Nagai beëindigde zijn spelersloopbaan in 1988.

## Japans voetbalelftal
Yoshikazu Nagai debuteerde in 1971 in het Japans nationaal elftal en speelde 69 interlands, waarin hij 9 keer scoorde.

## Statistieken
| Japans voetbalelftal | Japans voetbalelftal | Japans voetbalelftal |
| Jaar                 | Wed.                 | Dlp.                 |
| -------------------- | -------------------- | -------------------- |
| 1971                 | 4                    | 1                    |
| 1972                 | 0                    | 0                    |
| 1973                 | 5                    | 0                    |
| 1974                 | 4                    | 1                    |
| 1975                 | 11                   | 1                    |
| 1976                 | 17                   | 2                    |
| 1977                 | 5                    | 0                    |
| 1978                 | 12                   | 1                    |
| 1979                 | 9                    | 3                    |
| 1980                 | 2                    | 0                    |
| Totaal               | 69                   | 9                    |